# 時津風部屋力士暴斃事件
時津風部屋力士暴行致死事件，是2007年6月26日於日本大相撲時津風部屋17歲力士齋藤俊（序之口時太山俊）在愛知縣犬山市宿舍內遭受毆打致死的事件，又稱為時太山私刑致死事件。

## 始末
齋藤俊於2007年4月加入時津風部屋學習相撲，但因不堪嚴格練習而逃出部屋兩次，曾對家人說“我不喜歡相撲、不想成為力士了，師兄們都很可怕”，當時父親只勸他要忍耐。2007年6月25日，齋藤打電話向父親說“我不想當力士了，我會很乖的，拜託接我回家”，父親沒有回應；齋藤遂第三次逃出時津風部屋，但不久後被師兄們捉回部屋，然後被大怒的相撲部屋親方山本順一（前小結雙津龍順一）以啤酒瓶痛打，隨後遭師兄們圍毆。
2007年6月26日11點10分，齋藤開始接受嚴格的對撞練習；約30分鐘後，齋藤體力不支倒在土俵上，山本順一讓齋藤到一旁休息。直到有師兄弟發覺齋藤身體不對勁，才撥打緊急救助電話119將他送醫急救。14點10分，齋藤被送達犬山中央醫院，但心肺機能都已經停止。 
最初齋藤急救約1小時後宣告死亡，犬山中央醫院醫師診斷死因為急性心力衰竭，愛知縣警察犬山警察署公布死因改為冠狀動脈疾病。但山本順一不但未在第一時間聯繫齋藤的雙親，甚至逕自聯繫葬儀社並以強硬的態度要求迅速進行火葬。葬儀社對於未與亡者雙親聯繫而被要求進行火葬儀式的委託案件感到不合常理，並在齋藤的遺體上發現了許多傷痕；葬儀社向齋藤居住於新潟縣的雙親確認是否迅速火葬時，齋藤的雙親意識到有相當多可疑之處；齋藤的父親立刻致電山本順一，表達嚴正抗議，並堅持進行驗屍。2007年6月28日新潟大学医学部進行驗屍，結果揭示了齋藤被長時間毆打導致肌肉細胞壞死引起擠壓綜合徵，最後查出山本順一和三位師兄與此事有關。
山本順一承認，由於齋藤的模糊態度，他命令其他力士毆打齋藤。2007年8月6日，山本到新潟縣齋藤家向遺族謝罪。2007年10月5日，山本被日本相撲協會開除，是第一位被日本相撲協會解聘的親方。山本和三名力士在2008年2月被逮捕，被控以誤殺。2008年12月8日，和暴行有關的三名力士由名古屋地方裁判所進行宣判，其中二人判處有期徒刑3年、緩刑5年，另一人有期徒刑2年6個月、緩刑5年；隨後三人被日本相撲協會解聘。2009年5月29日，名古屋地方裁判所判處山本有期徒刑6年，山本聲請保釋；同日，山本以保證金1000萬日圓交保，離開名古屋看守所。2010年4月5日，名古屋高等裁判所改判山本有期徒刑5年，山本提起上訴。2011年8月29日，最高裁判所駁回上訴，判處山本有期徒刑5年定讞。山本在刑期尚未結束前，於2014年8月12日在東京都的醫院因肺癌病逝，享壽64歲。